# Stein-kuszkusz
A Stein-kuszkusz (Phalanger vestitus) az emlősök (Mammalia) osztályának a Diprotodontia rendjébe, ezen belül a kuszkuszfélék (Phalangeridae) családjába tartozó faj.

## Elterjedése
Új-Guinea mindkét országa Indonézia és Pápua Új-Guinea területén honos.